# П'єве-Емануеле
П'єве-Емануеле (італ. Pieve Emanuele) — муніципалітет в Італії, у регіоні Ломбардія,  метрополійне місто Мілан.
П'єве-Емануеле розташовані на відстані близько 470 км на північний захід від Рима, 13 км на південь від Мілана.
Населення — 16 179 осіб (2014).
Покровитель — святий Алессандро.

## Демографія
Населення за роками:

Станом на 1 січня 2023 року в муніципалітеті офіційно проживав 1841 іноземець з 86 країн, серед них 377 громадян країн Євросоюзу та 86 громадян України.

## Сусідні муніципалітети
- Базільйо
- Лакк'ярелла
- Локате-ді-Трьюльці
- Опера
- Роццано
- Сіціано